# اضطراب التعلق التفاعلي
اضطراب التعلق التفاعلي  (RAD) هو اضطراب نفسي شديد التنموية ناجم عن الاعراض المتراكمة في تاريخ الإنسان. قد تكون اسبابها سوء المعاملة والتعرض الجسدي للطفل أوالاهمال أو التعرض لحالة متلازمة التخلي عن الطفل.
يوصف هذا الإضطراب في الأدبيات الطبية بأنه إضطراب شديد ونادر الحدوث والذي قد يصيب الأطفال وفي أدبيات أخرى يوصف بأنه يتميز بإضطراب ملحوظ وطرق غير مناسبة للتعلق الإجتماعي. من الممكن تعريفه بأنه فشل في إنشاء أو الاستجابة التفاعلات الإجتماعية بما يتناسب مع مرحلة نمو الطفل. ينشأ هذا الإضطراب نتيجة الفشل في إقامة علاقات إجتماعية صحيحة مع راعي الطفل. من الممكن أن يعود هذا الفشل إلى تجارب الطفولة السيئة كالإهمال أو العدوان، التخلي عن الطفل فيما بين سن 6 أشهر و3 سنوات، التبديل المتكرر لرعاة الطفل، أو الاستجابة المتبلدة من جانب راعي الطفل لمحاولات الطفل التواصل معه. ليس بالضرورة أن تتجمع كل هذه الأسباب ولا حتى معظمها ليظهر الإضطراب. توجد أبحاث قليلة حول التأثيرات طويلة المدى لهذا الإضطراب كما أنه لا يوجد وضوح كاف حول صورة المرض بعد سن الخامسة.

## العلامات والأعراض
عادة ما يكون أطباء الأطفال هم أول من يشتبه في إصابة الطفل بهذا الإضطراب، ورغم أن الصورة المرضية تختلف حسب نمو الطفل الزمني والفسيولوجي إلا أنه عادة ما يتضمن اضطرابات في التفاعل الإجتماعي للطفل.

### أدوات التقييم
لا يوجد حتى هذه اللحظة طريقة متفق عليها لتقييم هذا الإضطراب.

## الأسباب
رغم أن العديد من أمراض الطفولة تُعزى إلى أسباب وراثية، إلا أن هذا الإضطراب حسب تعريفه قائم على تاريخ مرضى من الإهمال وعدم العناية والعلاقات الإجتماعية المرضية

## التشخيص
يعد هذا الإضطراب أحد أقل الإضطرابات بحثا وفهما لطبيعتها.

### الخصائص
اضطراب واضح وغير متناسب مع المرحلة العمرية بالنسبة للعلاقات الإجتماعية للطفل، على سبيل المثال يكون الطفل اجتنابيا وغير متفاعل مع الرعاية عندما تقدم له ممن يرعاه، أو ليس لديه ميل للتعامل مع الغرباء.

## التشخيص التفريقي
إن كم التعقيدات المرتبطة بتشخيص هذا الإضطراب تحتم أن يجري التقييم التشخيصي خبير في هذا المجال.

### التشخيص البديل
هناك العديد من قوائم التشخيص المنتشرة على صفحات الإنترنت والتي تعد غير دقيقة من وجهة النظر الطبية.
العديد من هؤلاء الأطفال يتسمون بالميل إلى العنف والعدوانية، والبالغين معرضون لخطر تطوير مجموعة متنوعة من المشاكل النفسية واضطرابات الشخصية، بما في ذلك اضطراب في الشخصية المعادي للمجتمع والمعروف باسم (نرجسي اضطراب الشخصية). الأطفال المهملين معرضون لخطر الانسحاب الاجتماعي، والرفض الاجتماعي، وتفشي مشاعر العجز والفشل. الأطفال الذين لديهم تاريخ من سوء المعاملة والإهمال معرضون لخطر كبير ويقع القسم الأكبر منهم في البلدان النامية. الأطفال الذين تعرضوا للاعتداء الجنسي يتعرضون للشعور الدائم بالقلق، واضطرابات اكتئابي، وتعاطي الكحول أو المخدرات، وبعض الأحيان الميل إلى الشذوذ الجنسي.

## العلاج

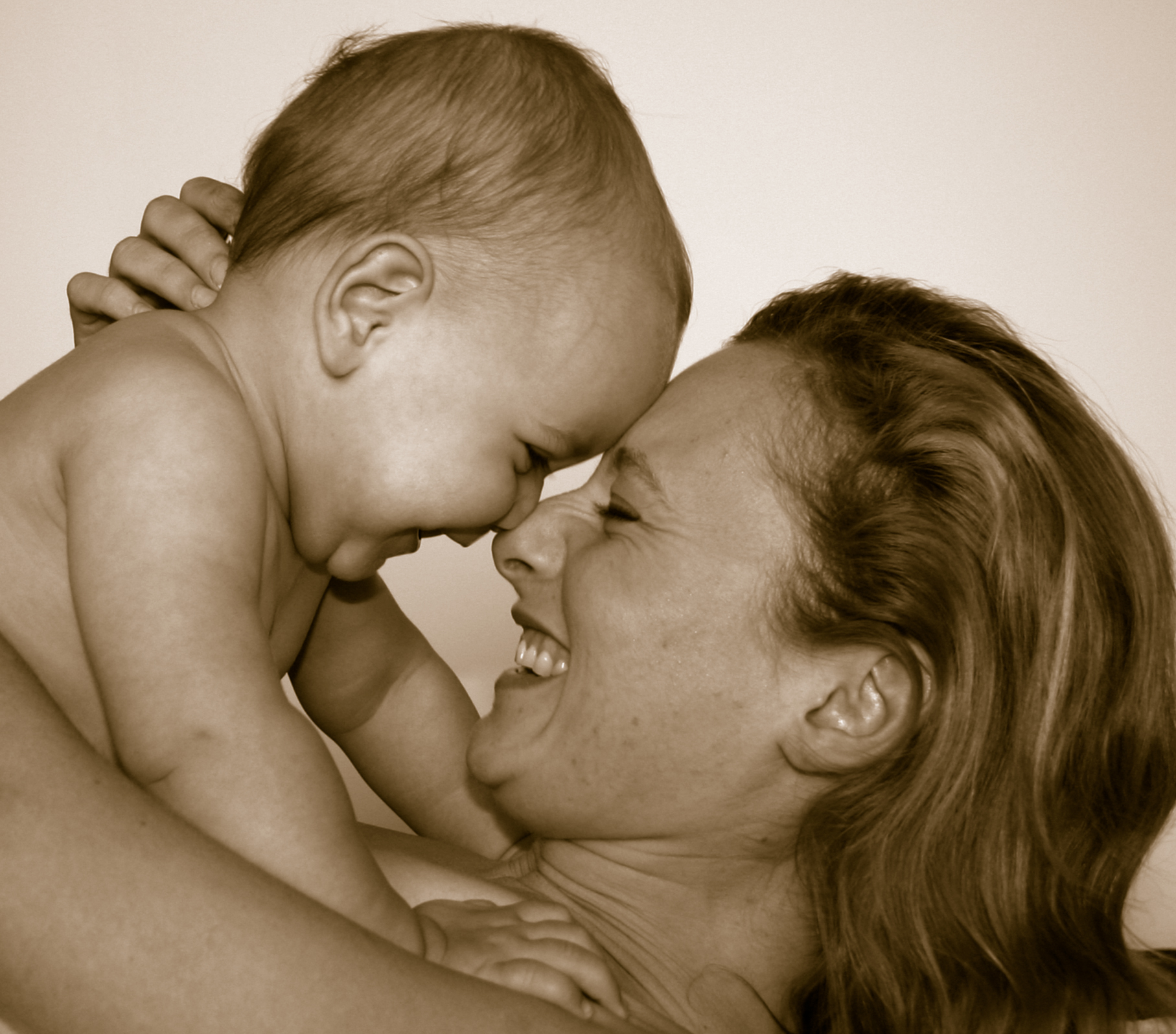
الطفل دائما بحاجة إلى الرعاية والاهتمام من قبل الاهل او المقربون والمجتمع والدولة لاهنم مستقبل كل مجتمع

تعد اللبنة الأولى للعلاج تحديد ما إذا كان من الأفيد للطفل بقاؤه بين أحضان عائلته أم نقله لإحدى دور الرعاية.
علاج هذه الحالات هو نفسي بالمرتبة الأولى حيث يتم متابعة الطفل في المشافي والمصحات النفسية وقد تستمر المعالجة فترة طويلة حسب التقدم في الحالة المرضية واعطاء الطفل المريض ادوية نفسية للاكتأب وادوية مهدئة للأعصاب. وتقديم النصائح والتدريب للاهل لأكيفية المعاملة مع طفلهم بزيادة الاهتمام به ومراقبة تصرفاته.

### العلاج بالإندماج المجتمعي
وهي طريقة من طرق المعالجة غير دقيقة علميا.

## المآل
الأبحاث في هذا الصدد قليلة

## الإنتشار
الأبحاث حول
جول مدى إنتشار هذا الإضطراب غير كثيرة، لكن يبدو إنه ليس نادرا.

## الأبحاث
هناك العديد من الأبحاث التي تجرى حول العالم عن هذا الإضطراب.